# Shunta Awaka
Shunta Awaka (阿波加 俊太 Awaka Shunta?), född 7 februari 1995 i Hokkaido prefektur, är en japansk fotbollsspelare.
Awaka började sin karriär 2013 i Consadole Sapporo (Hokkaido Consadole Sapporo). 2014 blev han utlånad till SC Sagamihara. 2015 blev han utlånad till Honda FC. 2017 blev han utlånad till Ehime FC.